# Очауш (планина)
Очауш је планина средње висине, а налази се већим дијелом на територији Општине Теслић, у Републици Српској, у Босни и Херцеговини.
Највиши врх је Михаиловац (1402 м), који се по неким критеријумима сматра највишим врхом Општине Котор Варош. Други по висини је Бисер Главица (1383 м) који се сматра највишим врхом Општине Теслић. Остали израженији врхови су Оштра главица (1038 м), Тавани (1134 м), Полице (1240 м), Остјењак (1244 м), Стража (1258 м), Равно брдо (1280 м), Јавор брдо (1313 м).
Сјеверно од Очауша је планина Борја, а раздвајају их поток Михајловац и у даљем његовом току Велика Усора. Источно од Очауша су планине Брић и Вучја планина, а од њих је раздвојен рјечицама Очаушницом, Црквеном и Студеном. Јужно од Очауша су ниске падине Влашића од којих је издвојен горњим током ријеке Врбање и њеним притокама.
Очауш је изражајан и препознатљив по својој непошумљеној источној страни која се назива Очаушко Лице. Очаушко Лице, с врхом Бисер главица изнад њега, лако је уочљиво од Тешња, Теслића, Усоре, Станара и Прњавора.
Врх Бисер главица се сматра највишим врхом на територији Општине Теслић. У 2015. години планинари из Планинарског друштва „Адреналин“ из Теслића означили су геодетски котни камен на његовом врху и у непосредној близини поставили планинарско сандуче са уписном књигом и печатом врха.

## Пећине и јаме
На Очаушу се налазе бар два значајнија спелеолошка објекта.

### Очаушка пећина
Очаушка пећина се налази на сјеверозападним обронцима Очауша, у близини сјеверне ивице Очаушког Лица, са улазом на надморској висини 973 м. Стручно спелеолошки истраживана је више пута још од 1971. године. Премјерено је да се подземни канали пружају најмање 512 м. Карактеристична је по присуству ријетког пећинског накита хеликтита.

### Бездан
Бездан је јама готово окомитог правца пружања, са улазом на надморској висини 1250 м. Дубок је укупно 37 м. Налази се на сјеверозападним обронцима Очауша, изнад засеока Врела. Спелеолози из Спелеолошког друштва Понир из Бањалуке су га детаљније истражили 2013. године.

## Галерија
- Пашњаци по обронцима Очауша
- Западна страна Очауша, гледана са Поледника